# Perl Best Practices
Perl Best Practices (Mejores prácticas en Perl en español) es un libro de programación que se centra en las mejores prácticas de programación en el lenguaje Perl, fomentando el desarrollo de código fuente mantenible.

 Fue escrito por Damian Conway y publicado por O'Reilly. Actualmente no se encuentra traducido al español.